# Panel solar
Un panel solar, placa solar o módulo solar es un dispositivo que capta la energía de la radiación solar para su aprovechamiento. El término comprende a los colectores solares, utilizados usualmente para producir agua caliente doméstica mediante energía solar térmica, y a los paneles fotovoltaicos, utilizados para generar electricidad mediante energía solar fotovoltaica.

## Colector solar térmico

Generación de agua caliente con una instalación solar térmica de circuito cerrado.

Un calentador solar de agua usa la energía del sol para calentar un líquido, el cual transfiere el calor hacia un depósito acumulador de calor. Estos equipos pueden ser principalmente de dos tipos, los colectores solares, que son equipos donde el agua circula a través de ellos para su calentamiento, pero esta no es almacenada en el calentador solar. Muchas veces en estos sistemas se instala un tanque en el interior del hogar o industria para el almacenamiento del agua caliente. El otro tipo son los termo solares, también llamados calefones solares o termotanques solares. En estos equipos el agua también es almacenada para poder ser utilizada por ejemplo por la noche cuando no se dispone de la energía solar. Es una manera simple y efectiva de aprovechar la energía solar.

## Panel solar fotovoltaico

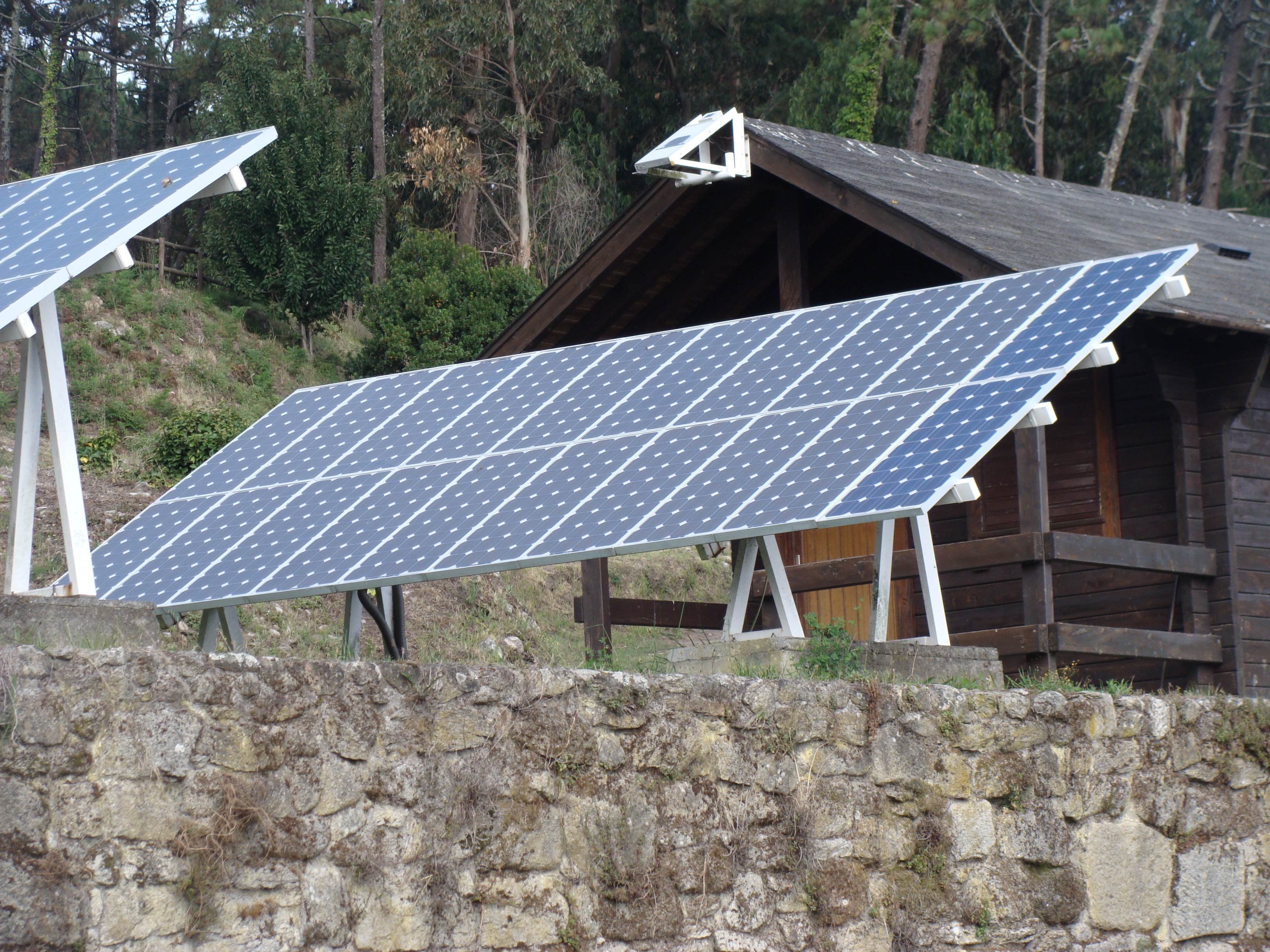
Paneles solares en las Islas Cíes (Vigo)

### Descripción
Los paneles fotovoltaicos o placas fotovoltaicas están formados por numerosas celdas que convierten la luz solar en electricidad. Las celdas a veces son llamadas células fotovoltaicas. Estas celdas dependen del efecto fotovoltaico porque la energía lumínica produce cargas positiva y negativa en dos semiconductores próximos de diferente tipo, produciendo así un campo eléctrico capaz de generar una corriente.
Los materiales para celdas solares suelen ser silicio cristalino o arseniuro de galio. Los cristales de arseniuro de galio se fabrican especialmente para uso fotovoltaico, mientras que los cristales de silicio están disponibles en lingotes normalizados, más baratos, producidos principalmente para el consumo de la industria microelectrónica. El silicio policristalino tiene una menor eficacia de conversión, pero también menor coste. 
Cuando se expone a luz solar directa, una celda de silicio de 6 cm de diámetro puede producir una corriente de alrededor 0,5 A a 0,5 V (equivalente a un promedio de 90 W/m², en un campo de normalmente 50-150 W/m², dependiendo del brillo solar y la eficiencia de la celda). El arseniuro de galio es más eficaz que el silicio, pero también más costoso.
Las células de silicio más empleadas en los paneles fotovoltaicos se puede dividir en tres subcategorías:
- Las células de silicio monocristalino están constituidas por un único cristal de silicio.[3] Este tipo de células presenta un color azul oscuro uniforme.
- Las células de silicio policristalino (también llamado multicristalino) están constituidas por un conjunto de cristales de silicio, lo que explica que su rendimiento sea algo inferior al de las células monocristalinas. Se caracterizan por un color azul más intenso.
- Las células de silicio amorfo. Son menos eficientes que las células de silicio cristalino pero también más baratas. Este tipo de células es, por ejemplo, el que se emplea en aplicaciones solares como relojes o calculadoras.

Los lingotes cristalinos se cortan en discos finos similares a una oblea, pulidos para eliminar posibles daños causados por el corte. Se introducen dopantes —impurezas añadidas para modificar las propiedades conductoras— en las obleas, y se depositan conductores metálicos en cada superficie: una fina rejilla en el lado donde da la luz solar y usualmente una hoja plana en el otro. Los paneles solares se construyen con estas celdas agrupadas en forma apropiada. Para protegerlos de daños, causados por radiación o por el manejo de estos, en la superficie frontal se los cubre con una cubierta de vidrio y se pegan sobre un sustrato —el cual puede ser un panel rígido o una manta blanda—. Se hacen conexiones eléctricas en serie-paralelo para fijar el voltaje total de salida. El pegamento y el sustrato deben ser conductores térmicos, ya que las celdas se calientan al absorber la energía infrarroja que no se convierte en electricidad. Debido a que el calentamiento de las celdas reduce la eficacia de operación es deseable minimizarlo. Los ensamblajes resultantes se llaman paneles solares.

### Estructura
Las estructuras para anclar los paneles solares son generalmente de  aluminio con tornillería de acero inoxidable para asegurar una máxima ligereza y una mayor durabilidad en el tiempo. Las estructuras tienen medidas estándar para la superficie, orientación e inclinación —tanto en horizontal, como en vertical—.
La estructura suele estar compuesta de ángulos de aluminio, carril de fijación, triángulo, tornillos de anclaje (triángulo-ángulo), tornillo allen (generalmente de tuerca cuadrada, para la fijación del módulo) y pinza zeta —para la fijación del módulo y cuyas dimensiones dependen del espesor del módulo—.

### Uso de la energía
Deben su aparición a la industria aeroespacial, y se han convertido en el medio más fiable de suministrar energía eléctrica a un satélite o a una sonda en las órbitas interiores del Sistema Solar, gracias a la mayor irradiación solar sin el impedimento de la atmósfera y a su alta relación potencia a peso.
En el ámbito terrestre, este tipo de energía se usa para alimentar innumerables aparatos autónomos, para abastecer refugios o casas aisladas de la red eléctrica y para producir electricidad a gran escala a través de redes de distribución. Debido a la creciente demanda de energías renovables, la fabricación de células solares e instalaciones fotovoltaicas ha avanzado considerablemente en los últimos años.

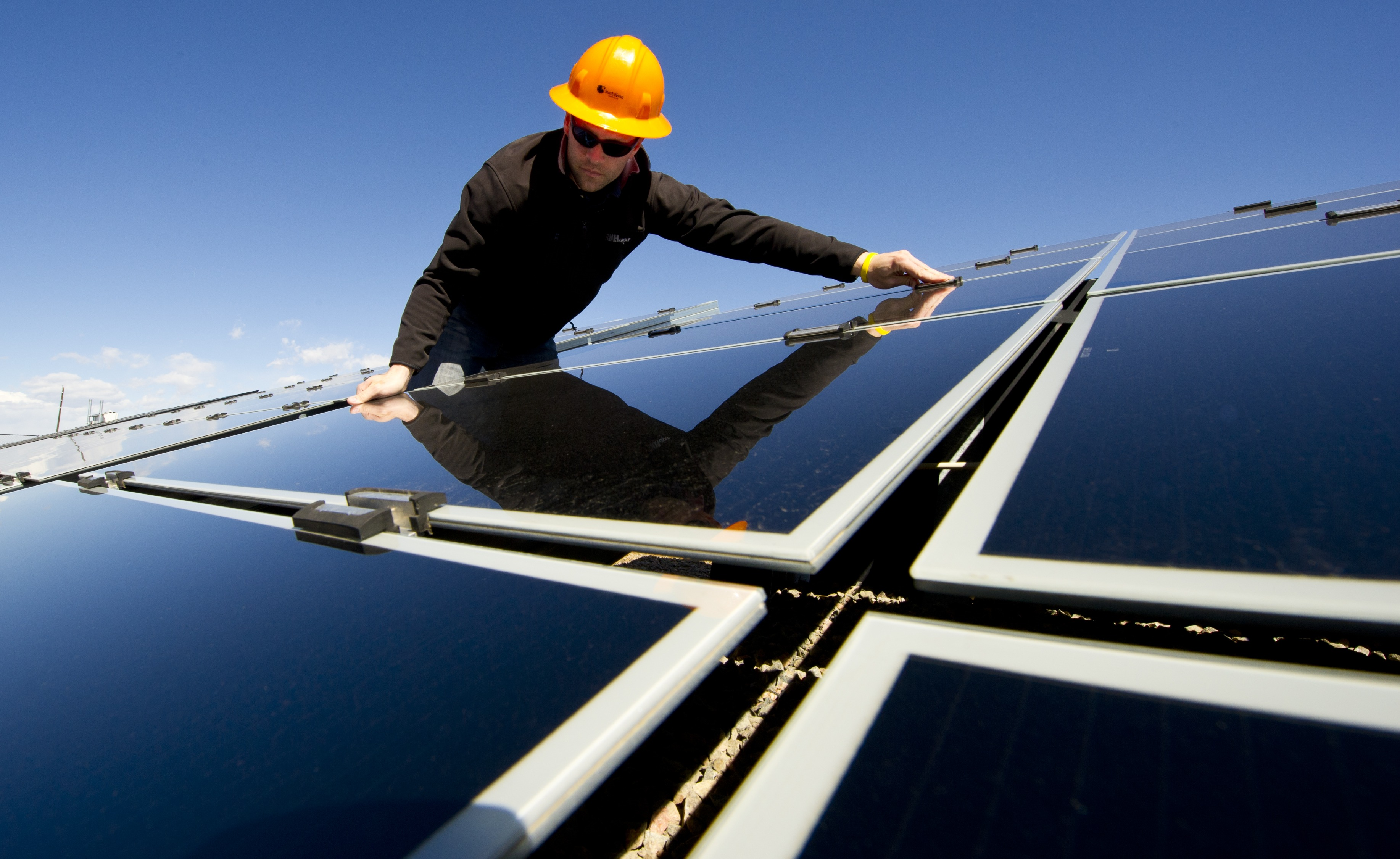
Operario instalando paneles solares sobre una estructura diseñada al efecto.

Entre los años 2001 y 2012 se produjo un crecimiento exponencial de la producción de energía fotovoltaica, duplicándose la cifra aproximadamente cada dos años. En el año 2020, según datos de la Red Eléctrica de España (REE) las renovables supusieron más de la mitad de la energía producida, en concreto un 54% de la producción total. Entre las renovables, la solar fotovoltaica produjo un 10,6% del total, una cifra que supone un récord respecto a años anteriores. 
Se calcula que para el año 2030 se puede pasar de los actuales 13,4 GW de potencia instalada en España a los 39 GW.
Experimentalmente también han sido usados para dar energía a vehículos solares, por ejemplo en el World Solar Challenge a través de Australia o la Carrera Solar Atacama en América. Muchos barcos
 y vehículos terrestres los usan para cargar sus baterías de forma autónoma, lejos de la red eléctrica.
Programas de incentivos económicos, primero, y posteriormente sistemas de autoconsumo fotovoltaico y balance neto sin subsidios, han apoyado la instalación de la fotovoltaica en un gran número de países, contribuyendo a evitar la emisión de una mayor cantidad de gases de efecto invernadero.

### Productores de paneles

Parque fotovoltaico en Cariñena, España.

Los diez mayores productores mundiales de paneles fotovoltaicos (por producción en MW) en 2015 fueron:
1. Trina Solar (China)
2. Canadian Solar (China)
3. Jinko Solar (China)
4. JA Solar (China)
5. Hanwha Q-Cells (Corea del Sur)
6. First Solar (EE. UU.)
7. Yingli (China)
8. SFCE (China)
9. ReneSola (China)
10. Sunpower (EE. UU.)

### Instalaciones

#### Potencia mundial instalada
La potencia de un módulo solar se mide en Wp (Watt peak, vatio pico), o más concretamente, en sus respectivos múltiplos: kWp o MWp. Se trata de la potencia eléctrica  generada en condiciones estándares para la incidencia de luz.
Históricamente, Estados Unidos lideró la instalación de energía fotovoltaica desde sus inicios hasta 1996, cuando su capacidad instalada alcanzaba los 77 MW, más que cualquier otro país hasta la fecha. En los años posteriores, fueron superados por Japón, que mantuvo el liderato hasta que a su vez Alemania la sobrepasó en 2005, manteniendo el liderato desde entonces. A comienzos de 2016, Alemania se aproximaba a los 40 GW instalados. Sin embargo, por esas fechas China, uno de los países donde la fotovoltaica está experimentando un crecimiento más vertiginoso superó a Alemania, convirtiéndose desde entonces en el mayor productor de energía fotovoltaica del mundo. Se espera que multiplique su potencia instalada actual hasta los 150 GW en 2020.
A finales de 2015, se estimaba que hay instalados en todo el mundo cerca de 230 GW de potencia fotovoltaica.

#### Grandes plantas

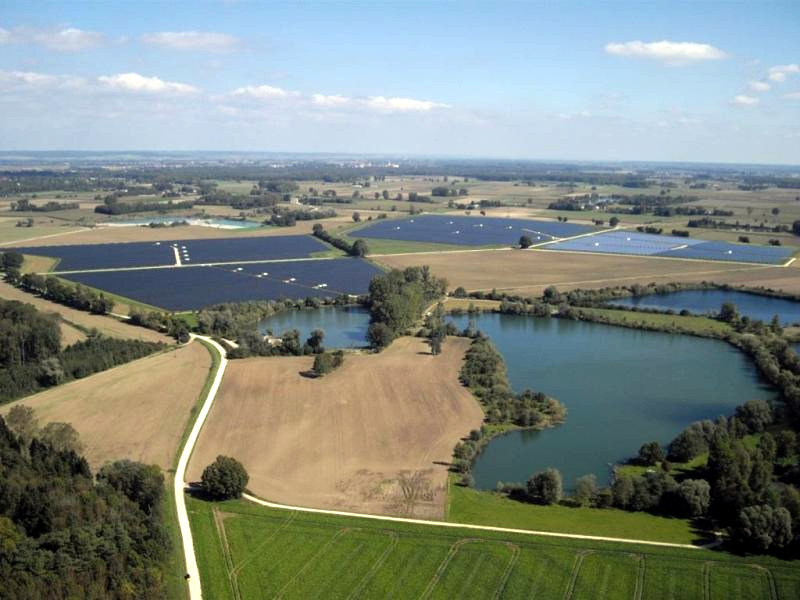
Parque solar Lauingen Energy Park, de 25,7 MW en la Suabia Bávara, Alemania

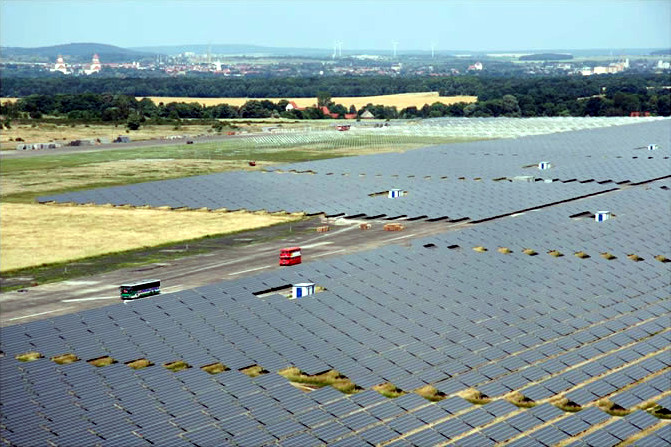
Parque solar en Waldpolenz, Alemania

En Europa y en el resto del mundo se han construido un gran número de centrales fotovoltaicas a gran escala. A finales de 2016, las plantas fotovoltaicas más grandes del mundo eran, por este orden:
| Proyecto                           | País           | Potencia | Año       |
| ---------------------------------- | -------------- | -------- | --------- |
| Yanchi Solar PV Station            | China          | 1000 MW  | 2016      |
| Longyangxia Hydro-solar PV Station | China          | 850 MW   | 2013-2015 |
| Kamuthi Solar Power Project        | India          | 648 MW   | 2016      |
| Solar Star                         | Estados Unidos | 579 MW   | 2015      |
| Desert Sunlight Solar Farm         | Estados Unidos | 550 MW   | 2015      |
| Topaz Solar Farm                   | Estados Unidos | 550 MW   | 2014      |
| Copper Mountain III Solar Facility | Estados Unidos | 350 MW   | 2015      |
| Charanka Solar Park                | India          | 345 MW   | 2012-2015 |
| Cestas Solar Power Plant           | Francia        | 300 MW   | 2015      |
| Agua Caliente Solar Project        | Estados Unidos | 290 MW   | 2012      |
| Silver State South Solar           | Estados Unidos | 250 MW   | 2016      |
| California Valley Solar Ranch      | Estados Unidos | 250 MW   | 2013      |
| El Romero                          | Chile          | 246 MW   | 2016      |
| Antelope Valley Solar              | Estados Unidos | 230 MW   | 2015      |
| Mount Signal Solar                 | Estados Unidos | 206 MW   | 2014      |
| Gonghe Industrial Park Phase I     | China          | 200 MW   | 2013      |
| Golmud Solar Park                  | China          | 200 MW   | 2011      |
| Centinela Solar                    | Estados Unidos | 200 MW   | 2014      |
| Copper Mountain II Solar Facility  | Estados Unidos | 195 MW   | 2013-2015 |
| Solarpark Senftenberg/Schipkau     | Alemania       | 168 MW   | 2011      |

### Coste de paneles

Evolución del precio de las células fotovoltaicas de silicio cristalino (en $/W_{p}) entre 1977 y 2015 (fuente: Bloomberg New Energy Finance)

El coste de los paneles fotovoltaicos se ha reducido de forma constante desde que se fabricaron las primeras células solares comerciales y su coste medio de generación eléctrica ya es competitivo con las fuentes de energía convencionales en un creciente número de regiones geográficas, alcanzando la paridad de red.
Hasta 2005 el problema más importante con los paneles fotovoltaicos era el costo, que estaba bajando hasta 3 o 4 $/W. El precio del silicio usado para la mayor parte de los paneles tuvo una breve tendencia al alza en 2008, lo que hizo que los fabricantes comenzaran a utilizar otros materiales y paneles de silicio más delgados para bajar los costes de producción. Debido a economías de escala, los paneles solares se hacen menos costosos según se usen y fabriquen más. A medida que ha aumentado la producción, los precios han continuado bajando y todas las previsiones indican que lo seguirán haciendo en los próximos años.
El coste de las células solares de silicio cristalino ha descendido desde 76,67 $/Wp en 1977 hasta aproximadamente 0,36 $/Wp en 2014. Esta tendencia sigue la llamada «ley de Swanson», una predicción similar a la conocida Ley de Moore, que establece que los precios de los módulos solares descienden un 20 % cada vez que se duplica la capacidad de la industria fotovoltaica.

### Reciclaje de paneles
La mayor parte de los paneles fotovoltaicos puede ser tratada. Gracias a las innovaciones tecnológicas que se han desarrollado en los últimos años, se puede recuperar hasta el 95 % de ciertos materiales semiconductores y el vidrio, así como grandes cantidades de metales ferrosos y no ferrosos utilizados en los módulos. Algunas empresas privadas y organizaciones sin fines de lucro, como por ejemplo PV CYCLE en la Unión Europea, están actualmente trabajando en las operaciones de recogida y reciclaje de paneles al final de su vida útil.
Dos de las soluciones de reciclaje más comunes son:
- Paneles de silicio: Los marcos de aluminio y las cajas de conexión son desmantelados manualmente al comienzo del proceso. El panel se tritura y las diferentes fracciones se separan - vidrio, plásticos y metales. Es posible recuperar más de 80 % del peso entrante y, por ejemplo, el cristal mixto extraído es fácilmente aceptado por la industria de la espuma de vidrio el aislamiento. Este proceso puede ser realizado por los recicladores de vidrio plano ya que la morfología y composición de un panel fotovoltaico es similar al cristal plano utilizado en la industria de la construcción y del automóvil.
- Paneles de otros materiales: Hoy en día contamos con tecnologías específicas para el reciclaje de paneles fotovoltaicos que no contienen silicio, alguna técnicas utilizan baños químicos para separar los diferentes materiales semiconductores. Para los paneles de teluro de cadmio, el proceso de reciclaje empieza por aplastar el módulo y, posteriormente, separar las diferentes partes. Este proceso de reciclaje está diseñado para recuperar hasta un 90 % del vidrio y 95 % de los materiales semiconductores.[27] En los últimos años, algunas empresas privadas han puesto en marcha instalaciones de reciclaje a escala comercial.

Desde 2010 se celebra una conferencia anual en Europa que reúne a productores, recicladores e investigadores para debatir el futuro del reciclaje de módulos fotovoltaicos. En 2012 tuvo lugar en Madrid.